# Tornádo

Tornádo kategorie F5 se blíží k manitobské vesnici Elie (2007)

Tornádo je prudce rotující sloupec vzduchu, vyskytující se pod spodní základnou konvekčních bouří, který je v kontaktu jak s povrchem Země, tak s oblakem cumulonimbus nebo ve vzácných případech se základnou oblaku cumulus a je dostatečně silný, aby mohl na povrchu Země způsobit škody. Tornáda mají mnoho tvarů a velikostí a často jsou viditelná v podobě kondenzačního trychtýře vycházejícího ze základny oblaku cumulonimbus, pod nímž se nachází oblak rotujících úlomků a prachu. Většina tornád má rychlost větru menší než 180 km/h, jejich průměr se pohybuje kolem 80 m a než se rozptýlí, urazí několik kilometrů. Nejextrémnější tornáda mohou dosahovat rychlosti větru více než 480 km/h, mít průměr více než 5 km a zůstávají na zemi po délce až 100 km.
Kromě nejběžnějšího typu tornáda s jedním vírem je možno se setkat i s méně obvyklými typy: například tornádo s více víry či vodní smršť. Mezi tornádu podobné přírodní jevy patří např. rarášek (písečný vír) či ohnivý vír.
Nejvíce tornád se vyskytuje v Severní Americe, velmi častou oblastí výskytu je americký středozápad a jih, tzv. tornádová alej, respektive tornádový pás, která se rozkládá v povodí řeky Mississippi mezi Skalistými horami a Appalačským pohořím – státy Texas, Kansas, Oklahoma a Nebraska. Dalšími oblastmi výskytu jsou Evropa (především severozápadní), Bangladéš a východní Indie, jižní Afrika, západní a jihovýchodní Austrálie, Nový Zéland a jihovýchodní Jižní Amerika. Tornáda se občas vyskytují i v Česku.
K detekci tornád je používán především Dopplerův radar, v jehož datech dokáží meteorologové rozpoznat vzorce typické pro vznikající či aktivní tornádo (např. hákovité echo či přítomnost létajících trosek). Důležitý význam mají i hlášení lovců bouří.
Ke klasifikaci tornád jsou používány různé škály. Patrně nejznámější je Fujitova stupnice, založená na klasifikaci podle způsobených škod. Představena byla roku 1971, používána je od roku 1973. V USA a Kanadě byla počátkem 21. století nahrazena rozšířenou Fujitovou stupnicí, která má konkrétnější klasifikační kritéria a zpřesňuje vztahy mezi silou větrů v tornádu a škodami jimi způsobenými. Tato rozšířená stupnice se používá výhradně v zemích severní Ameriky. Tornádo stupně F5, respektive EF5, což jsou nejvyšší kategorie výše uvedených stupnic, dokáže vyrvat budovy ze základů a pobořit velké mrakodrapy. Další používanou škálou je TORRO stupnice, která klasifikuje tornáda na stupnici T0 (nejslabší) až T11 (nejsilnější).

## Etymologie
Slovo tornádo pochází pravděpodobně ze španělštiny nebo portugalštiny – tronada = bouřka, resp. tornar = točit se.

## Životní cyklus tornáda

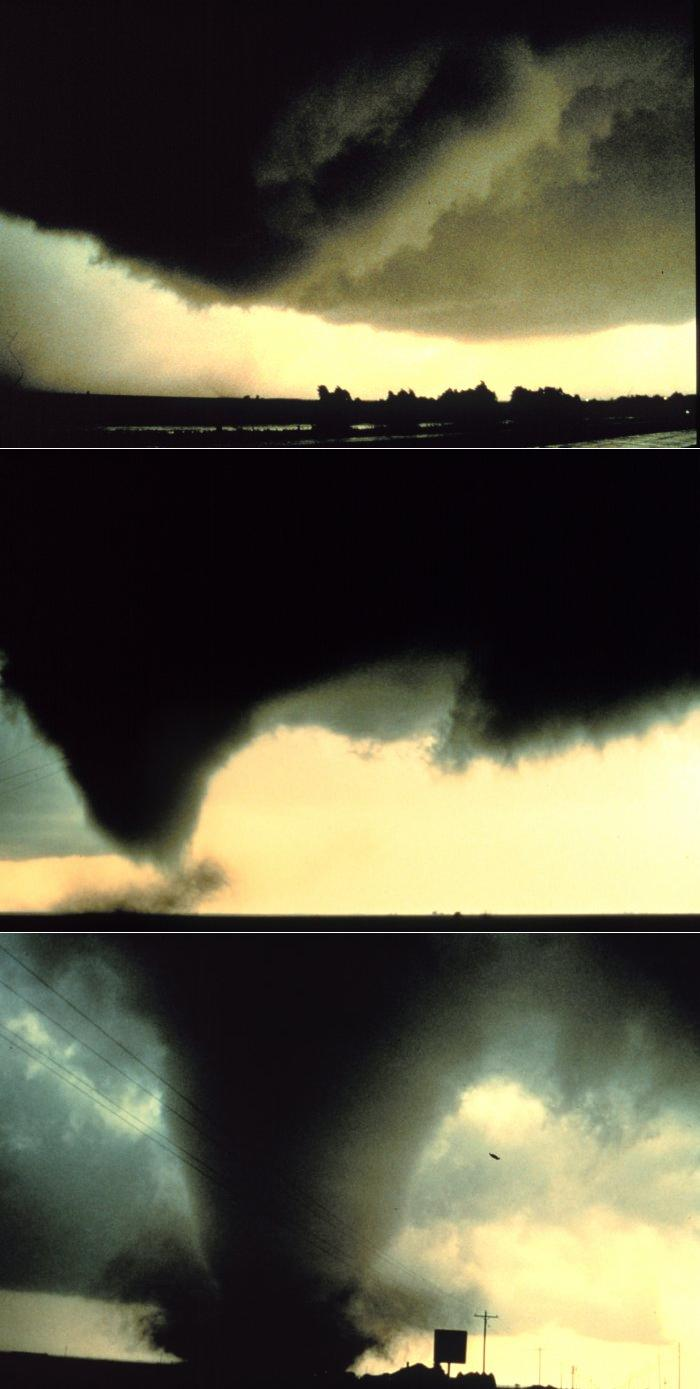
Posloupnost snímků ukazující vznik tornáda. Na prvním snímku je vidět pokles rotující základny mraků. Ze snížení se stává trychtýř, který pokračuje v sestupu, zatímco v blízkosti povrchu země se formují větry, zvedající do vzduchu prach a smetí a způsobující škody. Jak tlak stále klesá, viditelný trychtýř sestupuje až k zemi. Toto tornádo, poblíž Dimmittu v Texasu, bylo jedním z nejlépe zdokumentovaných tornád v historii.

### Supercely
Tornáda se často vyvíjejí z typu bouřky známého jako supercela. Supercely obsahují mezocyklony, rotující víry spojené s vzestupným konvektivním proudem teplého vzduchu napájejícím supercelu, obvykle o průměru 3 až 8 km. Nejintenzivnější tornáda (EF3 až EF5 na rozšířené Fujitově stupnici) se vyvíjejí právě ze supercel. Většina tornád vzniklých ze supercel má poměrně jasně definovatelný životní cyklus.
Vznik tornáda začíná ve chvíli, kdy zadní sestupný konvektivní proud v supercele (rear flank downdraft, RFD) začne stahovat rotující mezocyklonu s sebou k zemi. Proudění se zrychluje, jak se blíží k zemi.

### Formování
Když se mezocyklona vysune pod základnu mraků, začne přijímat studený a vlhký vzduch ze sestupného konvektivního proudu generovaného bouří. Střetnutí teplého a studeného vzduchu vyvolá vznik rotující oblačné stěny. Jak vzestupný vzdušný proud zesiluje, vytváří se při povrchu země oblast nízkého tlaku vzduchu. Toto stáhne mezocyklonu dolů ve formě viditelného kondenzačního trychtýře. Jak trychtýř sestupuje, RFD také dosáhne země, začne se rozlévat směrem ven a vytvářet gust frontu, která může způsobit vážné škody ve značné vzdálenosti od samotného tornáda. Trychtýřovitý mrak obvykle začne působit škody na zemi (stane se tornádem) během několika minut poté, co RFD dosáhne země.

### Zralé tornádo
Zpočátku má tornádo dobrý zdroj teplého, vlhkého vzduchu, který proudí dovnitř, aby jej poháněl, a roste, dokud nedosáhne „fáze zralosti“. Ta může trvat několik minut i více než hodinu. Během této doby tornádo často způsobí největší škody, a ve vzácných případech může mít šířku i přes jednu míli (1,6 km). Oblast nízkého tlaku u základny tornáda je nezbytná pro trvanlivost systému. Mezitím RFD, nyní jako oblast chladných přízemních větrů, začíná tornádo obalovat a odřezávat mu příliv teplého vzduchu, který jej napájí.

### Rozptýlení
Ve chvíli, kdy RFD zcela zaškrtí přívod teplého vzduchu do tornáda, vír začne oslabovat. Postupně se stává stále tenčím, až připomíná provaz, následuje odpojení od země a přerušující se vír stoupá k nebi. Tato rozptylová fáze, která je koncem životního cyklu tornáda, obvykle trvá jen několik minut. Během této fáze bývá tvar tornáda silně ovlivňován větry mateřské bouře, které jej mohou vytvarovat do fantastických obrazců. I ve fázi rozptylu je tornádo stále schopno způsobit škody. Bouře se smršťuje do provazovité trubky a v důsledku zákona zachování momentu hybnosti se rychlost větrů v tento moment může zvyšovat. Ještě několik hodin po odeznění tornáda mohou padat z nebe trosky, které během své existence nasálo.
Když se tornádo začne rozptylovat, obvykle zeslabuje i mateřská mezocyklona, jelikož RFD odřezává i její příliv vzduchu. V intenzivních supercelách se však mohou tornáda vyvíjet cyklicky. Když se první tornádo a jeho mateřská mezocyklona rozptýlí, příliv vzduchu do supercely se může soustředit na jiném místě blízko středu a vytvořit novou mezocyklonu a nové tornádo. Někdy dokonce stará (okludovaná) a nová mezocyklona vytvoří samostatná tornáda současně. 
Ačkoliv toto je široce přijímaná teorie o životním cyklu tornád, nevysvětluje některé jevy jako tornáda s mimořádně dlouhou životností či tornáda s více víry. Tyto disponují vlastními mechanismy, které se podílejí na jejich vývoji. Většina tornád však projde vývojem podle výše uvedeného scénáře.
Některá měření však naznačují, že se tornáda formují zdola od země.

## Druhy tornád
Rozlišují se dva druhy tornád. Prvním typem je tzv. supercelární tornádo, které je vázáno na výskyt supercelární bouře. Supercela je konvektivní oblačnost tvořená jedinou mohutnou bouřkovou buňkou. Silně rotuje kolem své vertikální osy a lze v ní pozorovat tzv. mezocyklónu o průměru cca 2  až 10 km. Takováto bouře patří mezi nejsmrtonosnější konvektivní bouře vůbec. Právě v souvislosti s výskytem supercel dochází ke vzniku nejničivějších tornád na americkém Středozápadě. Navíc je doprovázena intenzivními ničivými elektrickými výboji a prudkým, vytrvalým přívalovým deštěm mnohdy doprovázeným mohutným krupobitím. Supercela v Evropě je poměrně vzácná, ale ne vyloučená.
Velká supercela se na území Česka vyskytla 31. května 2001 a způsobila ničivé tornádo o poměrně velké síle F3. Na rozdíl od klasické bouřkové buňky má supercela životnost několik hodin.
Druhým typem je tzv. nesupercelární tornádo, jehož mateřská bouře nemá supercelární charakter. To znamená, že se jedná o bouři tvořenou více bouřkovými buňkami. Nesupercelární bouřková buňka má životnost cca 30 minut, což neznamená, že takto dlouho daná bouře trvá. Bouřkové buňky dané bouře jsou totiž v různém stádiu vývoje a nové vznikají. Tornáda vázaná na tuto bouři bývají mnohem slabší, ale není vyloučeno, že i zde se vyskytne silné tornádo. Tento druh tornáda je právě typický pro Česko, kde je výskyt supercely vzácnost.

## Předvídání a ochrana
Účinný systém varování před tornády zatím neexistuje, protože tornádo se jen velmi obtížně předpovídá. Skutečnost že se v dané oblasti vyskytují silné bouře, ještě vůbec nemusí znamenat, že se tam vyskytne i tornádo. A naopak z kolikrát malé bouře, nebo na čele studené fronty se může nečekaně vyvinout silné tornádo. Ke vzniku tornáda přispívá mnoho faktorů, přičemž když jeden selže, tornádo nevznikne. V zásadě platí, že tornáda vznikají v nestabilních (labilních) vzdušných masách. V amerických podmínkách to znamená, že se vlhký tropický vzduch, který pochází z karibské oblasti, nad pevninou amerického středozápadu střetne s velmi suchým a chladnějším vzduchem. To jsou obecné předpoklady pro vznik tornád, ale přitom to vůbec neznamená, že vznikne. S jistotou to lze říct, když lovci bouří (lidé sledující bouře a tornáda, obvykle terénní meteorologové, nebo nadšenci) zaznamenají pod základnou oblaku kumulonimbus pomalu rotující „wall cloud“ (oblačný výběžek pod základnou oblaku, tmavě fialové až černé barvy, z kterého se spouští typická nálevka). To je téměř jisté, že tornádo vznikne. K identifikaci vzniku či přítomnosti tornáda též slouží radarové snímky, ale v meteorologické radary používané v Evropě se zaměřují na detekci srážek a nejsou pro detekci vzniku tornáda vhodné.
Když už tornádo vznikne, a jsou poblíž osoby, co by měly v takovém případě udělat? Záleží na síle víru, ale tu nelze předem určit. Ideální je vyhledat úkryt. Na volném prostranství je to nejsložitější, ale před slabšími tornády, (F0, F1) může jako úkryt posloužit terénní nerovnost, rokle, či nějaká jáma. V zástavbě jakýkoliv pevnější přístřešek, nebo auto. V případě silnějších tornád (F2, F3) již terénní nerovnosti nejsou vhodné. Zde již hrozí velké nebezpečí ve formě projektilů z předmětů uchvácených tornádem. V tornádu létají předměty velikosti míče. V případě, že se osoba nachází v zástavbě, je třeba vyhledat úkryt uprostřed pevně postavené budovy, nejlépe v jejím středu. Ideální je samozřejmě podzemní úkryt, např. sklep, nebo přímo úkryt k tomuto účelu postavený. Schovat se do auta je již velmi nebezpečné. Tornáda síly F2 bez problémů převrhnou automobil a tornáda F3 již mohou převrátit i železniční vagón, či celý vlak a bez větších potíží vyvrátí i velmi mohutné stromy. V případě ničivých tornád (F4, F5) je jediným vhodným úkrytem podzemí, pokud možno k tomu účelu postavené. V případě nouze alespoň sklep budovy (Je zde velká pravděpodobnost rozmetání budovy a tudíž odhalení sklepních prostor, zvláště v případě tornáda F5).
V případě výskytu katastrofálně ničivého tornáda (F6 – sekundární savý vír) se úkryt hledá velmi obtížně, jelikož tento vír je schopen vysát cokoliv takřka odkudkoliv, dokonce i z dobře zabezpečeného podzemního úkrytu. Takové tornádo je schopno vysát všechen asfaltový povrch ze silnice i s podložními vrstvami. Téměř nic tomuto víru není schopno odolat a je vtaženo do tornáda. Nejlepší ochranou před tornády je nejezdit tam, kde je pravděpodobný jejich výskyt.

## Fujitova stupnice

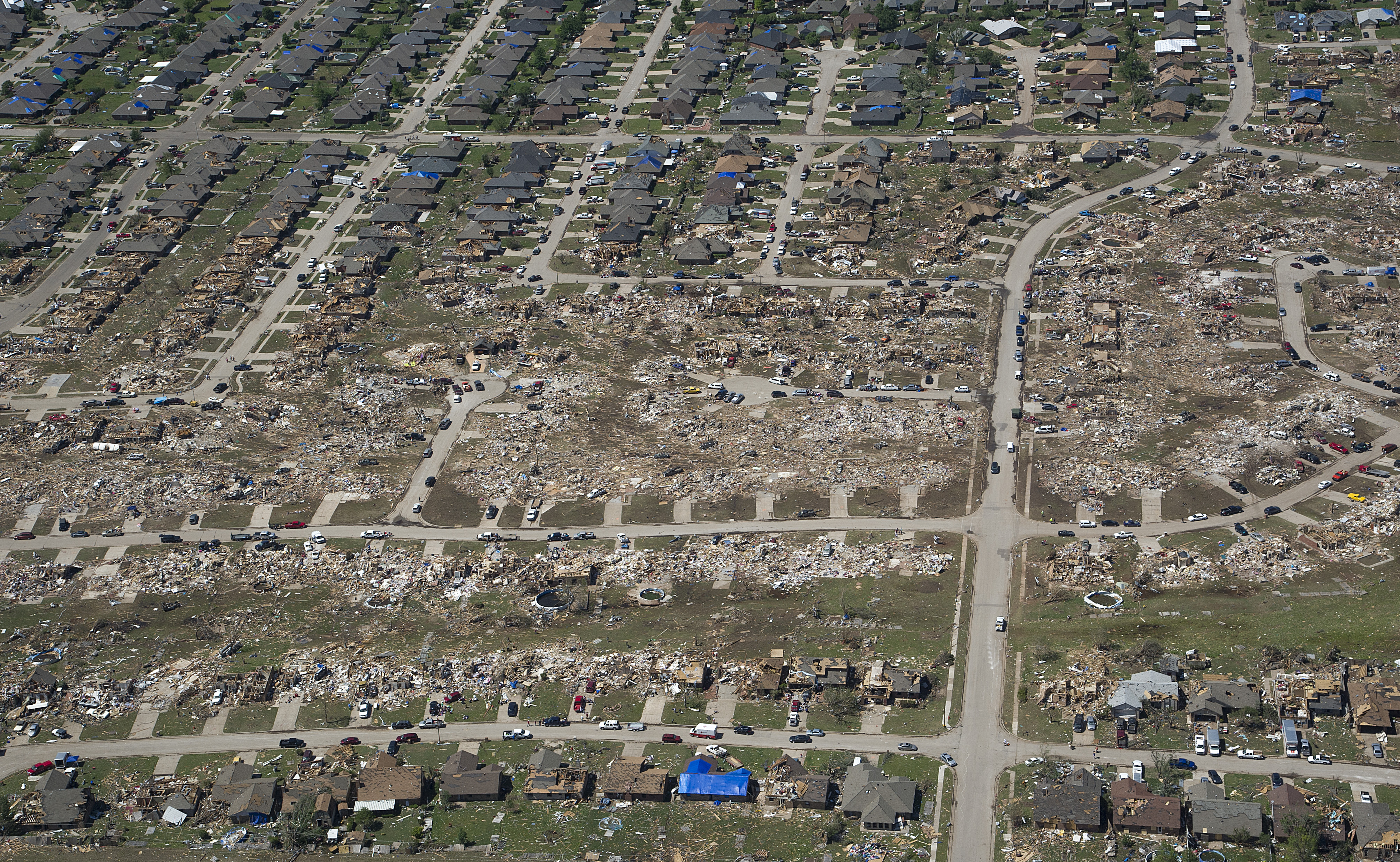
Škody způsobené tornádem na předměstí Oklahoma City 20. května 2013

Síla tornáda je dána rozšířenou Fujitovou stupnicí, která dělí tornáda do šesti stupňů – EF0 až EF5. Šestý stupeň EF5 se vyskytuje pouze ve 2 % ze všech případů výskytu tornád ve Spojených státech amerických. Pro hodnocení tornád se do roku 2007 ve Spojených státech amerických a do roku 2013 i v Kanadě používala starší Fujitova stupnice,  dále se používá stupnice Torro. Tato stupnice se používá i v České republice.
- EF0 – rychlost 29–37 m/s (105–137 km/h), lehké škody – spadlé komíny, zlámané větve stromů, vyrvané mělce kořenící stromy, škody na vývěsních štítech
- EF1 – rychlost 38–49 m/s (138–177 km/h), mírné škody – strhává střešní kryt, posunuje nebo otáčí prefabrikované domy a vytlačuje auta ze silnic
- EF2 – rychlost 50–61 m/s (178–217 km/h), značné škody – strhává střechy, ničí prefabrikované domy, převrací vagóny, vyvrací a láme vzrostlé stromy, z lehkých předmětů vytváří nebezpečné projektily, zdvihá automobily ze země
- EF3 – rychlost 62–74 m/s (218–266 km/h), vážné škody – ničí střechy i zdi dobře postavených domů, převrací vlaky, většina stromů v lesích je vyvrácena, těžká auta jsou zdvihána ze země a odvrhávána
- EF4 – rychlost 75–89 m/s (267–322 km/h), zničující škody – srovnává se zemí dobře postavené domy, stavby se slabými základy odnáší, auta jsou odmršťována a z těžkých předmětů se stávají poletující projektily
- EF5 – rychlost nad 90 m/s (nad 322 km/h), ohromující škody – silné konstrukce domů jsou srovnávány se zemí a odnášeny, projektily velikosti automobilu poletují vzduchem a jsou odmršťovány do vzdálenosti přesahující 100 m, stromy jsou odkorňovány

## Vzhled
Tornáda mohou mít velkou škálu barev, vše závisí na prostředí, ve kterém jsou utvořena. Ty, které jsou utvářeny v suchých podmínkách, mohou být skoro neviditelná a dají se odhalit podle víření blízko konce trychtýře. Tornáda vznikající kondenzací vodních par ve vzduchu, která nasají malé nebo žádné nečistoty, mají většinou šedivou či bílou barvu. Když se tornádo žene přes větší vodní plochu, může se zbarvit do bíla, ba dokonce do modra. Pomalu se pohybující trychtýře, které pohlcují velký objem trosek a nečistot, jsou většinou tmavšího zbarvení, beroucí na sebe barvu nečistot, které nasbíraly. Tornáda vznikající na velkých pláních (středozápad USA), jsou červeného zbarvení, díky načervenalé půdě a tornáda tvořená v horských zasněžených oblastech mívají bílou barvu.
Světelné podmínky hrají velkou roli ve viditelnosti tornád. Tornádo, za nímž se zrovna nachází slunce, je velmi tmavé. Na druhou stranu, když se podíváme na tornádo, které je před námi a je osvětlováno sluncem, které se nachází za zády pozorovatele, tak se tornádo jeví jako šedivé nebo zářivě bílé. Při západu slunce mohou mít tornáda mnoho barev, berou na sebe odstíny žluté, oranžové a růžové.
Prach, který je rozvířen větrem bouře, silný déšť, krupobití, špatné světelné podmínky, to vše jsou příčiny, které snižují viditelnost tornád. Tornáda, která se objevují v těchto podmínkách, jsou především nebezpečná, jelikož pouze meteorologický radar, nebo možný hluk blížícího se tornáda, může varovat ty, kteří se nachází v jeho cestě. Většina tornád tvořících se během odpoledních hodin, je viditelná, jelikož jasné sluneční paprsky zdolají i ty nejtmavší mraky. Noční tornáda jsou často osvětlována častým výskytem blesků. Jsou zde pevné důkazy, včetně obrázků pořízených vozidlem DOW, že většina tornád má klidný, čistý střed s velmi nízkým tlakem, což připomíná oko tropické bouře.

## Tornádové oblasti

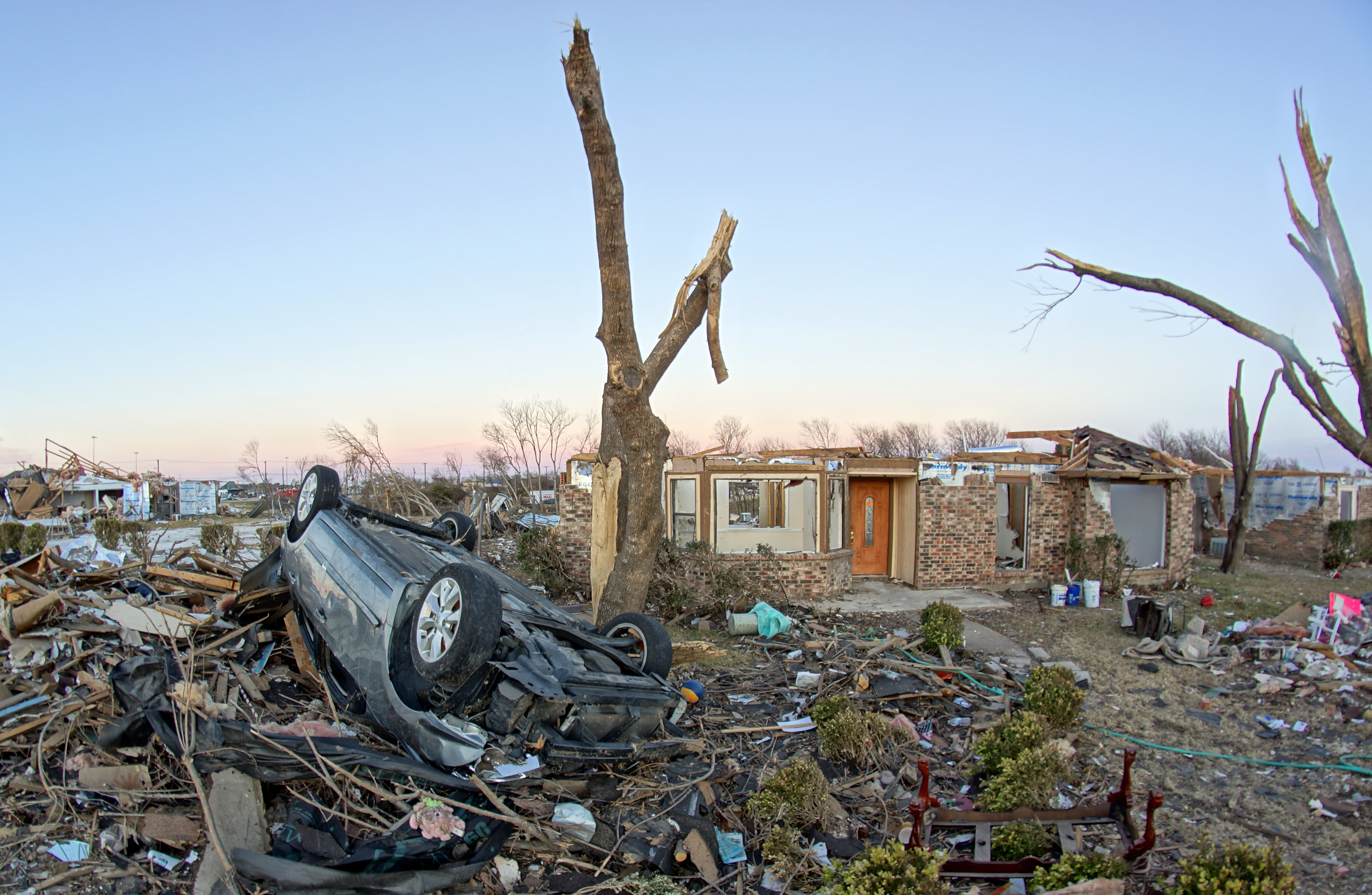
Škody způsobené tornádem ve státě Texas v roce 2015

Nejvíce tornád ročně udeří ve Spojených státech amerických, v průměru jde o 1200 tornád ročně. Zhruba jedno procento z tohoto počtu tvoří ničivá tornáda stupně F4/EF4 či F5/EF5. V Severní Americe se kromě USA tornáda také v hojném počtu vyskytují na jihu Kanady.
V Jižní Americe může výjimečně dojít k tornádu v severovýchodní Argentině nebo Uruguayi. K nejsilnějšímu zaznamenanému tornádu o síle F5 došlo v únoru 1973 v Argentině, při němž zemřelo více než 50 lidí. Nejsilnější tornáda v Uruguayi dosáhly stupně F4.

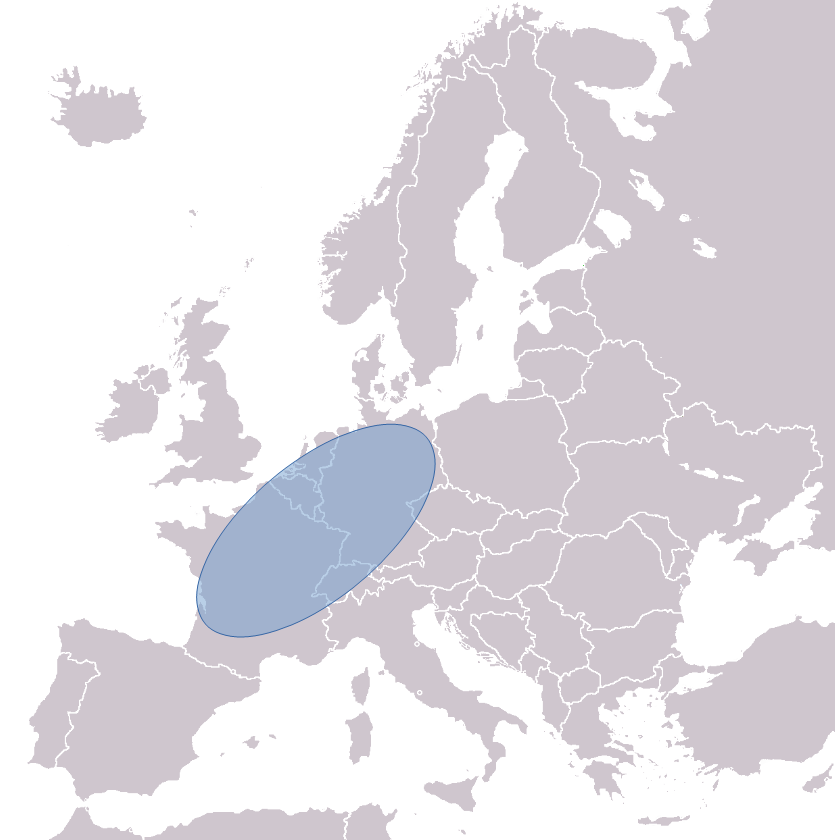
Přibližná oblast zvýšeného počtu tornád v Evropě.

Takřka v celé Evropě může udeřit tornádo, nejčastěji ve Velké Británii – v roce 1981 se tu vyskytlo kolem 150 tornád. Další nebezpečnou oblastí je evropská část Ruska – v roce 1984 zde během jediného dne tornáda zabila 57–400 lidí. Tornáda se vyskytují i v Česku. Tornádo v Litovli 9. června 2004 dosáhlo síly F3, ale nevyžádalo si žádné oběti.
Nejničivějším zaznamenaným tornádem v novodobých dějinách Česka bylo tornádo na Břeclavsku a Hodonínsku 24. června 2021. Toto tornádo, které mělo maximální sílu stupně F4, silně poškodilo zejména obce Hrušky, Lužice, Mikulčice, Moravskou Novou Ves a Hodonín (městské části Pánov a Bažantnice), 6 lidí zemřelo a desítky osob byly zraněny. Podobně silné tornádo postihlo české země, tj. tehdejší České knížectví, naposledy pravděpodobně před 902 roky, v podvečer 30. července 1119. Událost, během které byl mj. zdevastován knížecí palác na pražském Vyšehradě, přesně popsal ve své kronice děkan vyšehradské kapituly Kosmas, který byl zřejmě očitým svědkem tohoto neštěstí.
Jediná potvrzená země v Africe, kde může vzniknout silné tornádo, je Jihoafrická republika (a také Lesotho). V prosinci 1952 tu tornáda zabila asi 30 lidí.
Ničivá tornáda se vyskytují v Indii, kde je potvrzeno nejméně jedno se silou F5, a Bangladéši, kde došlo k nejsmrtelnějšímu tornádu na světě. Došlo k němu v roce 1989 a zabilo kolem 1300 lidí a více než 10 000 zranilo.
Tornáda se také vyskytují na východě Číny, v Jižní Koreji. V Japonsku dojde ke zhruba 20 tornádům ročně. V těchto oblastech si však většinou vyžádají minimum mrtvých. Vyskytují se také v Austrálii a na Novém Zélandu, ale žádné zde zatím nedosáhlo síly F5.